# Orestea (Èsquil)

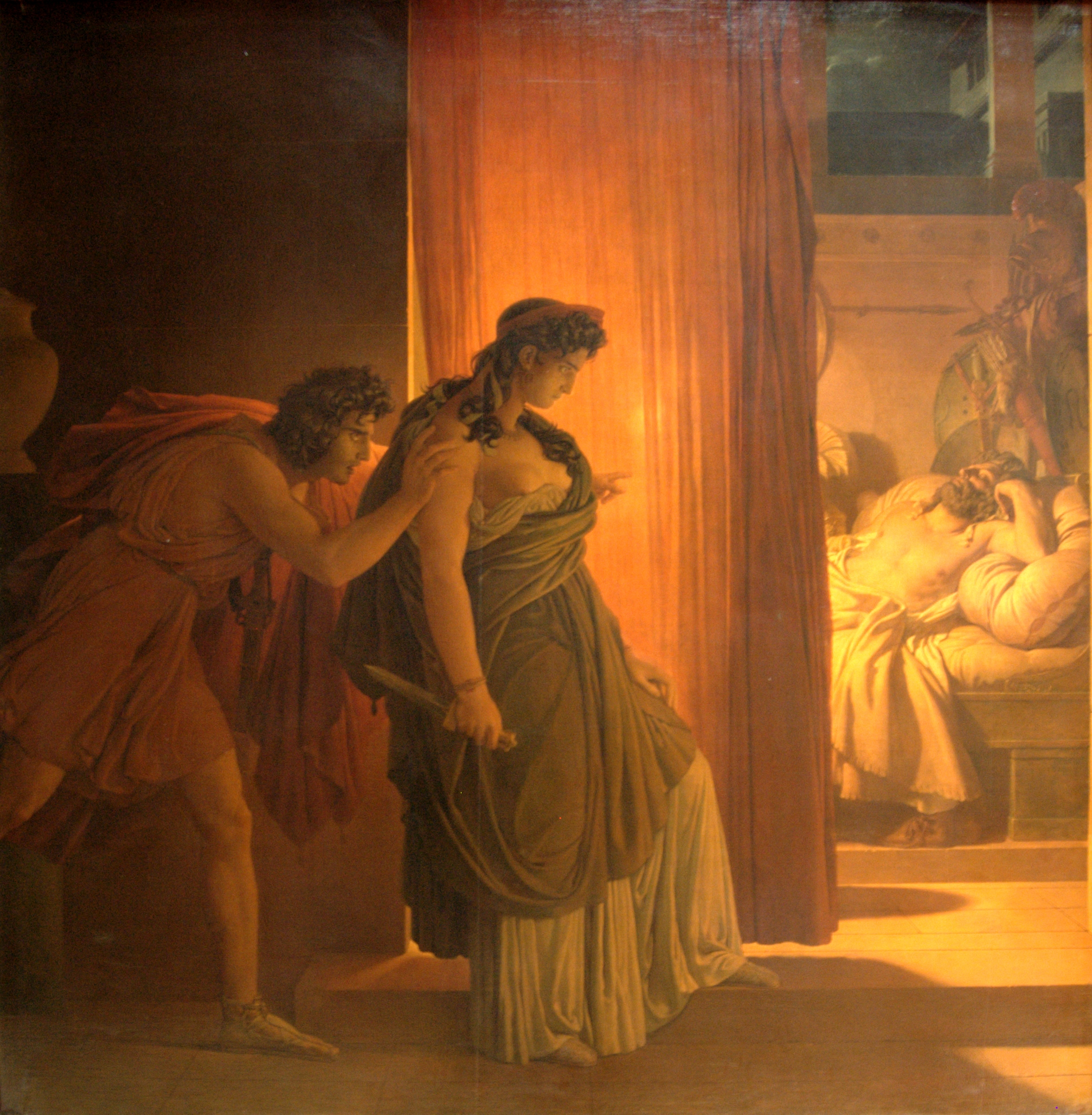
Clitemnestra vacil·lant abans de matar Agamèmnon (oli de P.N.Guérin, 1819).

L'Orestea (Ὀρέστεια) és una trilogia d'obres dramàtiques de la Grècia antiga escrita per Èsquil, l'única que es conserva del teatre grec antic. Tracta del final de la maledicció de la casa d'Atreu.
Les tres obres que la formen són: Agamèmnon, Les coèfores i Les eumènides. Una quarta obra, el drama satíric Proteu, que s'hauria representat al costat d'aquestes tres obres, s'ha perdut. La trilogia es va representar originàriament a les festes Dionísies d'Atenes l'any 458 aC, on va guanyar el primer premi.
Com la resta de les obres conservades d'Èsquil, les tres tragèdies de l'Orestea han estat traduïdes per Carles Riba i publicades per la Fundació Bernat Metge.

## Trama
1. Agamèmnon. En la primera obra de la trilogia, i relata el retorn d'Agamèmnon, rei d'Argos, de Troia a Argos, després de la Guerra de Troia. Al seu palau es troba l'esposa, Clitemnestra, que ha planejat matar-lo com a venjança pel sacrifici de la seva filla, Ifigenia. Més encara, atès que l'absència de l'espòs ha durat deu anys, Clitemnestra ha sucumbit a una relació amb Egist, cosí d'Agamèmnon i descendent d'una branca desheretada de la família, que està determinat a recuperar el tron que creu que en justícia li pertany.
2. Les coèfores. La segona tragèdia de la trilogia explica la venjança planejada per Electra. Tracta de la reunió dels dos fills d'Agamèmnon i Clitemnestra, Electra i Orestes, que tramen venjar la mort del pare. Electra reconeix Orestes per una marca en la cara durant els funerals d'Agamèmnon. Tot seguit, Orestes mata Egist i la seva mare, Clitemnestra. Aquesta convoca les fúries, que perseguiran Orestes.
3. Les eumènides. La tercera i última peça de la trilogia mostra com Orestes és portat a judici davant el tribunal diví. Les Eumènides narra com Orestes, Apol·lo i les Fúries compareixen davant un jurat d'atenesos conegut com a Areòpag (‘roca de Llauris', un pujol rocós pla al costat de l'àgora atenesa on el tribunal d'homicidis d'Atenes celebrava les seves sessions), per decidir si l'assassinat de Clitemnestra per part del seu fill, Orestes, el fa mereixedor del turment que li infligeixen. Orestes és declarat innocent gràcies a l'ajuda d'Apol·lo i d'Atena.

## Proteu
Encara que Proteu, el drama satíric que originalment seguia a les tres primeres obres de l'Orestea, s'hagi perdut, es considera en general que es basava en la història narrada en el Llibre IV de l'Odissea d'Homer. El 2002, el Teatre Kingston va muntar una producció de l'Orestea en una traducció de Ted Hughes i va incloure-hi una reconstrucció lliure de Proteu basada en l'episodi de l'Odissea i arranjat lliurement segons l'estructura dels drames satírics que es conserven.

## Temes
Totes ronden entorn dels conceptes de justícia i venjança. Compta amb forts personatges femenins, com Electra i Atenea.
Particularment interessant resulta el tractament que dona Èsquil a la tragèdia que protagonitza Electra, així com comparar-la amb el que donen al tema Sòfocles i Eurípides. Aquest personatge és reprès, també, molts segles després, per Carl Jung, per il·lustrar la tendència de la dona a enamorar-se (inconscientment) del pare i eliminar simbòlicament la mare, considerada com a rival.

## Anàlisi
Que l'obra acabi amb final feliç pot sorprendre als lectors moderns, per a qui la paraula «tragèdia» denota un drama que acaba en desgràcia. La paraula no tenia aquest significat en l'antiga Atenes, i moltes de les tragèdies gregues que es conserven tenen un final feliç.
Val la pena destacar l'aspecte metafòric de tot aquest drama. Èsquil coneixia perfectament les reformes que Efialtes i Pèricles havien imposat al Tribunal de l'Areòpag. El canvi des d'una justícia arcaica d'autodefensa mitjançant una venjança personal, per passar a una administració de justícia mitjançant un judici, simbolitza el pas d'una societat primitiva governada pels instints a una societat moderna regida per la raó: la justícia es decideix per un tribunal d'iguals, representant al cos ciutadà i els seus valors, i els propis déus sancionen aquesta transició intervenint en el procés judicial, argumentant i votant d'igual a igual amb els mortals. Èsquil compartia la creença què l'ordre depèn de les lleis i les lleis provenen dels déus. Aquest tema de la polis autogovernada pel consens a través d'institucions jurídiques, en oposició al tribalisme i la superstició, es repeteix en l'art i el pensament grecs.
La dramatització d'una transformació social en aquest mite (la transició a un govern de les lleis) és tant una ostentació com una justificació del llavors relativament nou sistema judicial. El concepte d'una intervenció objectiva per una entitat imparcial contra la qual no es podia prendre cap venjança (l'estat) marcava el final de continus cicles de vessament de sang, de matances que engendraven ulteriors venjances, una transició en la societat grega reflectida per la transició en la seva mitologia, doncs les Fúries eren la major part dels vells mites grecs que uns altres comparativament més recents. El reflex de les lluites socials i les normes socials en la mitologia fa que obres com aquestes revesteixin especial interès avui dia, oferint perspicaces perspectives culturals i històriques.
Recorda Rodríguez Adrados que «S'ha dit moltes vegades que el problema de l'Orestea no té solució humana o que, per dir-ho millor, Orestes hauria estat condemnat per un tribunal atenès; que les raons al·legades en la seva defensa —pretesa prevalença biològica del pare sobre la mare; interès d'Atenea per l'absolució— són o ridícules o fora de tema; que pràcticament Èsquil abandona la seva història, afegint-li un final convencional, i el seu interès es dirigeix ara a un tema en gran part diferent, el de l'organització ideal de la ciutat».

## L'Oresteaen l'art i la culturapopular
- Diversos compositors han escrit tractaments musicals de tota aquesta trilogia o de part d'ella.
  - De finals del segle xix procedeix l'òpera de Serguei Tanéiev titulada Orestíada.
  - El compositor espanyol Manuel Manrique de Lara va compondre una trilogia de poemes simfònics basada en l'Orestea que va ser estrenada el 1894.
  - Richard Strauss, educat com els alemanys de la seva generació en els clàssics grecoromans, va compondre el 1908 Elektra, una sorprenent i provocadora òpera en un acte que immediatament va entrar a formar part del repertori estàndard.
  - Al segle xx, el compositor soviètic Yury Alexandrovich Falik va compondre el ballet en un acte titulat Orestea.
  - Darius Milhaud va compondre música incidental per a les obres.
  - Iannis Xenakis va escriure almenys tres obres per a veu i instruments basades en la trilogia.
  - Il furore di Oreste, òpera en un acte de Flavio Testi basada en Les Coéfores.
  - Pròleg per a tenor i conjunt de cambra, obra de Harrison Birtwistle basada en Agamèmnon.
  - Els cantants populars Monica Richards i Maynard James Keenan, de Faith and the Muse i A Perfect Circle respectivament, s'han basat igualment en aquesta obra. «El Cor de les Fúries» apareix a l'àlbum Evidence of Heaven de Faith and the Muse, i l'àlbum de debut de Perfect Circle titulat Mer de Noms inclou un tall titulat "Orestes".
  - 1999 - 2000: El grup nord-americà Virgin Steele va dedicar una obra musical en dos volums titulada "The House of Atreus" a l'Orestea que segueix d'una forma fidedigna el desenvolupament de la trilogia.

- L'obra The Family Reunion del poeta T. S. Eliot es basa en Les Eumènides.

- El dramaturg i filòsof francès Jean-Paul Sartre va basar la seva obra Les mosques en L'Orestea. D'una manera eloqüent recrea la intensa persecució d'Orestes per les Fúries, però les reaccions d'Orestes estan transformades per la filosofia existencialista de Sartre.

- El dramaturg nord-americà Eugene O'Neill va basar A Electra li senti bé el dol en l'Orestea. De la mateixa manera està compost de tres obres, amb els temes corresponents als de la trilogia d'Èsquil. Té lloc a la fi de la Guerra Civil nord-americana com a oposada a la Guerra de Troia.

- The Tower Beyond Tragedy, del poeta Robinson Jeffers, és una versió moderna, en vers, de l'Orestíada incloent referències a les guerres mundials.

- Anys 60 i 70: A Buenos Aires, l'Orestea va ser una de les posades en escena realitzades per la notable avantguarda teatral de finals de la dècada de 1960 i fins a començaments de la del 70 a l'Institut di Tella.[4]

- El poeta i cineasta italià Pier Paolo Pasolini planejava realitzar una versió de la trilogia, ambientada en una colònia africana el nom de la qual no va concretar. El seu propòsit era usar l'Orestea per comentar l'emergència de la democràcia a Àfrica. No obstant això, durant una expedició de recerca enregistrada al documental Appunti per un'Orestiade africana (estrenada a França el 1970, a l'Argentina per a televisió, es va dir Anotacions per una Orestea africana), un grup d'estudiants africans van objectar que un antic text europeu poc havia de dir sobre la història de l'Àfrica moderna i que Pasolini estava tractant a Àfrica com una entitat singular, i no com un continent de cultures complexes i diverses. Pasolini va abandonar el projecte.

- O Θίασος (El viatge dels comediants), pel·lícula de Theo Angelopoulos de 1975 és una versió de l'Orestea ambientada en la Grècia moderna.

- En la sèrie de novel·les de Dune obra de Frank Herbert, la Casa de Atreu continua existint en el futur llunyà de la humanitat (aquí anomenada Casa Atreides), i ells també pateixen indignitats, però amb el temps triomfen.

- En la sèrie de novel·les gràfiques The Sandman, de Neil Gaiman, les Fúries apareixen com un argument cap al final de la sèrie, perseguint a Morfeu.

- En el 2000, el mexicà Miguel Ángel Canto estrenaria Orestes, o Déu no és màquina, de la seva autoria; en ella, el mite serà revisitat a manera d'una "maleïda comèdia musical" en el qual el crim real del protagonista era matar les seves pròpies veus, representades pel Cor d'Erínies.

- La dramaturga irlandesa Marina Carr pren lliurement la trama de les dues primeres parts de l'Orestea a la seva obra de 2002 titulada Ariel, que s'ambienta a l'interior irlandès contemporani.

- El dramaturg i director Robert O'Hara va escriure i va dirigir l'estrena mundial de Good Breeding, una adaptació de l'Orestea grega inspirada per les obres d'Èsquil i Eurípides. La Maledicció sobre la Casa d'Atreu és capgirada en aquesta exploració eròtica de l'amor, la luxúria i la venjança. Es va interpretar per primera vegada a la Universitat de Califòrnia a Sant Diego, UCSD, el 16 de febrer del 2007.